# 클로이 이스트
클로이 이스트(Chloe East, 2001년 2월 16일 ~ )는 미국의 배우이다.

## 출연 작품
- 더 울프 오브 스노우 할로우 (2020)
- 파벨만스 (2022) - 모니카 셔우드 역
- 헤레틱 (2024) - 팩스터 자매 역
- 어 빅 볼드 뷰티풀 저니 (2025)